# 水清十朗
水 清十朗（みず せいじゅうろう）は、日本の漫画家。男性。千葉県出身。

## 作風
メリハリが強い迫力のある作画と、精緻な描写を持ち味とする。

## 作品リスト

### 連載
- ムシウタ 夢見る蛍（原作：岩井恭平、キャラクター原案：るろお、『月刊少年エース』2007年5月号 - 2007年12月号、角川書店、全2巻）
- 大魔神カノン（原作：大魔神カノン製作委員会、『ヤングエース』Vol.7[2] - 2010年10月号、角川書店、全2巻） - コミカライズ[2]
- ダンジョンシーカー（原作：サカモト666、『アルファポリス-電網浮遊都市-』2016年5月19日[3] - 2019年4月18日、アルファポリス、全4巻） - コミカライズ
- 追放された落ちこぼれ、辺境で生き抜いてSランク対魔師に成り上がる（原作：御子柴奈々、キャラクター原案：岩本ゼロゴ、『コミックファイア』2021年3月26日 - 2023年10月5日、ホビージャパン、全3巻） - コミカライズ
- ネクロマンサーはてんてこまい!!（『コミックファイア』2025年3月28日[4] - 、ホビージャパン）

### 読み切り
- ミドロ（『月刊少年エース』2005年11月号・2006年1月号、角川書店）
- 名探偵エヴァンゲリオン（『月刊少年エース』2006年12月号・2007年1月号、角川書店） - 前後編
- 鉄拳巫女さん（『エースアサルト』2008 WINTER、角川書店）
- マーシャルガールズ（『コミックチャージ』2009年2月3日号、角川書店）
- MOON KEEPER（『エースアサルト』2009 SPRING、角川書店）
- 天下一剣道部!（『ヤングエース』Vol.3、角川書店）